# 닌나 지진

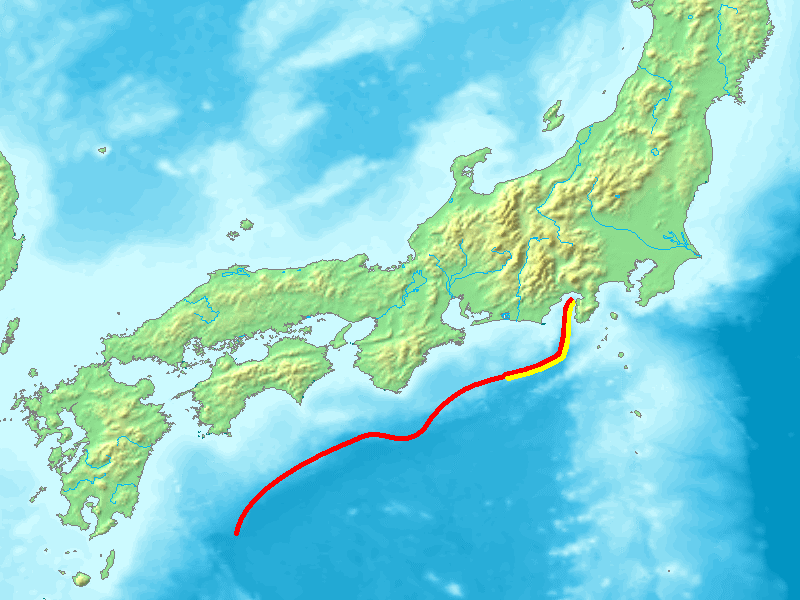
난카이 해곡

닌나 지진(일본어: 仁和地震)은 887년 8월 22일 (8월 26일, 닌나 3년) 에 발생한 지진이다. 난카이 해곡 거대지진으로 추정되고있다. 지진 규모는 M8.0-8.5. 교토에서 민가와 관가의 붕괴로 압사자가 다수 발생했다. 특히 셋쓰에서의 피해가 컸다고 한다. 일본삼대실록에선 기나이의 막대한 피해 기록을 통해 도난카이 지역에 지진이 일어났을 것이라 기록했으나 오기칠도에서 모두 지진을 경험했다는 기록과 지질 기록을 합쳐 추산하면 도카이 해역에서도 동시기 지진이 일어난 것으로 추정된다. 시즈오카현 후지시 우키시마가하라 저지대에선 단층 활동으로 인한 수위 상승 기록이 존재한다. 야쓰가타케산이 붕괴되어 오쓰강에 폐색호가 만들어졌다. 폐색호는 이듬해 6월 경에 붕괴되어 파편을 만들어내고 치쿠마강 유역에 홍수를 일으켰다는 기록이 있다.